# 店垭乡
店垭乡，是中华人民共和国四川省南充市南部县曾经下辖的一个乡。2019年10月，撤销桐坪乡和店垭乡，设立桐坪镇，以原桐坪乡和原店垭乡所属行政区域为桐坪镇的行政区域。

## 行政区划
店垭乡撤销前下辖以下地区：
葵花村、紫荆村、回龙村、石龙村、红岭村、红庄村、胜利村、沙溪村、荷花村、南桥村和新堰村。